# Metallogorgia
Genre
Metallogorgia est un genre de coraux alcyonaires de la famille des Chrysogorgiidae et de l'ordre  des Alcyonacea. Ce sont des coraux abyssaux.

## Systématique
Le genre Metallogorgia a été créé en 1902 par le zoologiste néerlandais Jan Versluys (d) (1873-1939) avec pour espèce type Metallogorgia melanotrichos.

## Liste d'espèces
Selon World Register of Marine Species (9 juillet 2021) :
- Metallogorgia macrospina Kükenthal, 1919
- Metallogorgia melanotrichos (Wright & Studer, 1889) - espèce type
- Metallogorgia splendens (Verrill, 1883)
- Metallogorgia squarrosa (Wright & Studer, 1889)
- Metallogorgia tenuis Pasternak, 1981

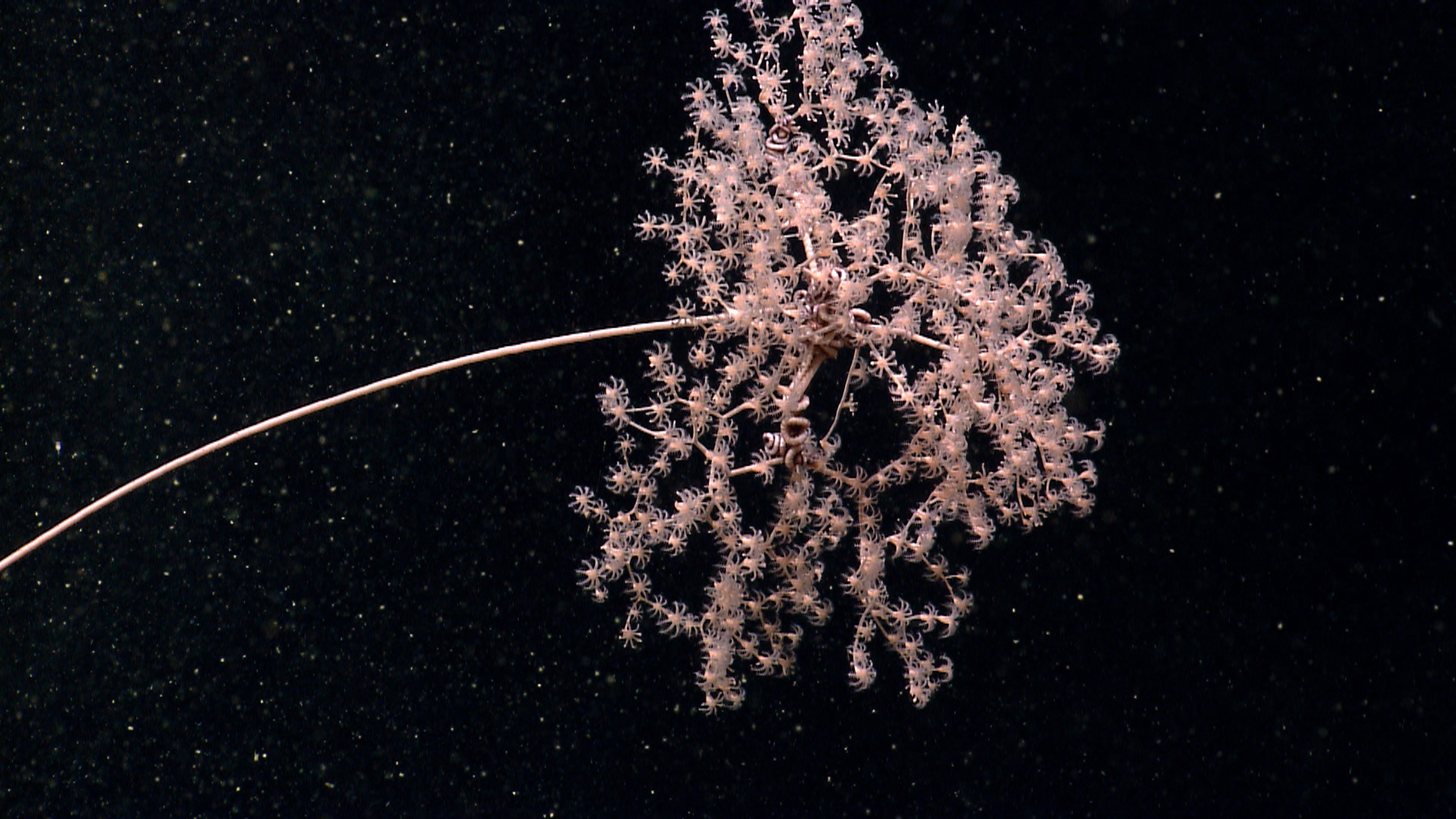
Metallogorgia melanotrichos.
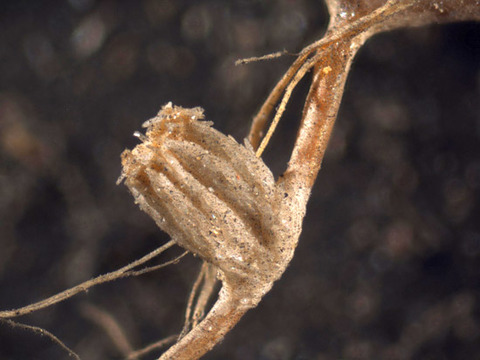
Metallogorgia splendens.

## Étymologie
Le nom du genre Metallogorgia est une combinaison dérivée du metallicus, « des mines », et gorgonis, « gorgone », et fait référence à la forte brillance métallique de l'espèce Metallogorgia melanotrichos. 

## Publication originale
- (de) J. Versluys, « Die Gorgoniden der Siboga-Expedition. I. Die Chrysogorgiiden », Siboga-Expeditie, vol. 13,‎ 1902, p. 1-120 (lire en ligne).